# Conirostrum tamarugense
Conirostrum tamarugense là một loài chim trong họ Thraupidae.